# James Harrison (krwiodawca)
James Harrison, znany też jako Man with the golden arm, czyli „człowiek o złotym ramieniu” (ur. 27 grudnia 1936, zm. 17 lutego 2025 w Umina Beach) – australijski krwiodawca. 
W 1951 r. był operowany, w trakcie zabiegu m.in. przeprowadzono resekcję płuca; podczas tego zabiegu podano mu 13 jednostek krwi. Po ukończeniu 18 lat sam został dawcą krwi. Po badaniach w 1967 r. ustalono, że jego krew posiada immunoglobuliny anty-D, których podanie ratuje noworodki zagrożone konfliktem serologicznym na tle czynnika Rh. Harrisonowi zaproponowano włączenie do ogólnokrajowego Programu anty-D. Odtąd regularnie co dwa tygodnie oddawał osocze. Dzięki temu uratował życie ponad 2,4 miliona dzieci. Za swoje zasługi został odznaczony Orderem Australii. 19 maja 2003 r. Harrison został wpisany do Księgi rekordów Guinnessa za największą na świecie ilość krwi oddaną przez jedną osobę – 1077 jednostek krwi podczas 808 sesji. 11 maja 2018 r. Harrison oddał krew po raz 1173., po czym ze względu na wiek został wyłączony z programu krwiodawców (w Australii prawo dopuszcza oddawanie krwi do ukończenia 81 lat).